# Joseph Indrias Rehmat
Joseph Indrias Rehmat (1 de julho de 1966) é o bispo católico romano de Faisalabad, no Paquistão.
Em 29 de junho de 2019, o Papa Francisco nomeou o padre Joseph Indrias Rehmat, da Diocese de Faisalabad, atualmente Decano do Instituto Nacional Católico de Teologia, como Bispo da Diocese Católica Romana de Faisalabad.
Ele nasceu em 1 de julho de 1966 em Okara. Ele começou sua educação na St. Albert High School na cidade de Gojra. Ingressou no Seminário Menor São Tomé Apóstolo e completou seus estudos no Seminário Maior Cristo Rei em 1992. Foi ordenado sacerdote em 25 de setembro de 1992 para a diocese de Faisalabad. Em 2000 obteve o Doutorado em Teologia Moral na Academia Alfonsiana de Roma.
Desde a sua ordenação teve os seguintes cargos: 1992-1995 Pároco em Chak 424, em Faisalabad; desde 2000, professor de teologia moral no Instituto Nacional Católico de Teologia; 2000-2006, Professor no Seminário Maior Cristo Rei em Karachi; 2006-2008, sacerdote na diocese de Hyderabad; 2009-2014, pároco da paróquia do Sagrado Coração de Karachi; desde 2014, Decano do Instituto Nacional Católico de Teologia em Karachi 
O bispo Rehmat substitui o arcebispo Joseph Arshad, que foi transferido para a Diocese de Islamabad-Rawalpindi em dezembro de 2017.
Dom Rehmat já começou a representar a diocese participando da delegação da Conferência Episcopal Católica do Paquistão que se encontrou com o primeiro-ministro Imran Khan em 4 de julho de 2019, com uma doação em nome da comunidade católica.
Foi nomeado bispo de Faisalabad em 29 de junho de 2019.Ele foi ordenado bispo em 13 de setembro de 2019 na La Salle High School Faisalabad. O principal consagrador foi cardeal Joseph Coutts, Arcebispo de Karachi e seus Co-consagradores foram o Arcebispo Christophe Zakhia El-Kassis, Núncio Apostólico e o Arcebispo Joseph Arshad, Bispo de Islamabad-Rawalpindi.